# Mohammad Bagher Ghalibaf
Mohammad Bagher Ghalibaf (Torqabeh, 23 agosto 1961) è un politico e militare iraniano, attuale presidente dell'Assemblea consultiva islamica.
Nell'aprile 2002 è stato al centro di uno scandalo, denominato "LayetteGate":
 vengono infatti pubblicate su Twitter delle foto che mostravano la moglie di Ghalibaf, Zahra Sadat Moshirand, e i membri della famiglia di Ghalibaf all'Aeroporto Internazionale di Teheran-Imam Khomeini, di ritorno da un viaggio di lusso in Turchia con 20 bagagli, che si diceva essere un corredino (in inglese "layette") per il loro neonato.
I critici accusarono Ghalibaf di non essere coerente: "[...]egli aveva infatti accusato altri esponenti ed avversari di vivere nel lusso, invitato gli iraniani ad acquistare solo prodotti nazionali e a chi soffre di precarietà economica di "attendere". Nel frattempo però, la sua famiglia viaggia all'estero per acquistare prodotti di lusso". Ne hanno inoltre chiesto le dimissioni.
I media iraniani si sono schierati invece a difesa di Ghalibaf: per il giornale Javan tali accuse sono "codardi tentativi di distruggere la reputazione del portavoce del parlamento e influenzare l'esito delle prossime elezioni".
Polemiche acuitesi quando un giornalista iraniano in Turchia ha documentato come la moglie, la figlia e il genero di Ghalibaf avessero acquistato due appartamenti di lusso a Istanbul del valore di 400 miliardi di rial (1,6 milioni di dollari allora).
Nell'agosto 2022, il whistleblower iraniano che aveva condiviso le originali foto su Twitter, viene condannato a due anni di carcere per aver diffuso "le false notizie sulla famiglia Ghalibaf".